# Popeye the Sailor (película de 1933)
Popeye the Sailor es un corto de animación estadounidense de 1933, de la serie de Betty Boop. Fue producido por Fleischer Studios y distribuido por Paramount Pictures. Aunque el corto pertenece a la serie de Betty Boop, esta solo hace una breve aparición en él. El corto sirve como presentación del personaje de Popeye en animación. En él aparecen Betty Boop, Popeye, Olivia y Bluto.

## Argumento
Popeye es un marinero que posee una fuerza extraordinaria. Cuando el barco en que navega llega a puerto, allí le espera su novia Olivia, que también es pretendida por Bluto, otro fornido marinero, eterno antagonista de Popeye. Van a la feria, donde actúa Betty Boop, quien baila y canta el número musical que ya apareció en
Betty Boop's Bamboo Isle. Popeye y Bluto lucharán por el amor de Olivia.

## Producción
Popeye the Sailor es la décima octava entrega de la serie de Betty Boop y fue estrenada el 14 de julio de 1933.
En noviembre de 1932, Max Fleischer firmó un acuerdo con el King Features Syndicate por los derechos para dibujar a Popeye en sus películas animadas.